# Київська Комуна
«Київська Комуна» — народницький гурток, який виник 1873 у Києві. Організаторами його були студенти (усі вихідці з дворянських родин) — В.Фішер, К.Брешко-Брешковська та її сестра О.Іванова, В.Бенецький і М.Судзіловський. До гуртка також увійшли деякі члени «Гуртка американців», зокрема І. Ходько та Т. Донецька. У діяльності гуртка брали участь П.Аксельрод, В.Дебогорій-Мокрієвич, Я.Стефанович, М.Коленкіна та ін., загалом більше 30 осіб. Вони знімали то одну, то ін. квартиру і проводили там диспути на політ. теми, пропагували серед відвідувачів (у засіданнях гуртка могли брати участь і випадкові люди) ідеї М.Бакуніна (див. Бакунізм) та теоретика народництва П.Лаврова. Члени гуртка вели пропагандистську роботу в селах («ходіння в народ») Київської губернії, Подільської губернії та Полтавської губернії. До них часто приїжджали народники з Санкт-Петербурга. Не раз на засіданнях підіймалися й питання про організацію терористичних актів.
Після арешту поліцією восени 1874 більшості членів комуни гурток припинив своє існування. Поліція була інформована про діяльність гуртка та про його активних членів одним зі своїх провокаторів — Смирновим. 20 народників, які залишилися на волі, організували у 1875 гурток «Південні бунтарі».